# تابستان در پارک فریک
تابستان در پارک فریک (به انگلیسی: Summerset at Frick Park) یک منطقهٔ مسکونی در ایالات متحده آمریکا است که در پنسیلوانیا واقع شده‌است.